# Wolf Frees
Johann Wolfgang Max Frées (auch Wolf Frées oder Wolfgang Müller-Frées; * 18. Oktober 1909 in Potsdam; † 1974 in London) war ein deutscher Schauspieler, Hörspielsprecher und Übersetzer.

## Leben und Wirken
Wolf Frées wurde bei Leopold Jessner in Berlin zum Schauspieler ausgebildet und gab sein Bühnendebüt zur Spielzeit 1929/30 in Königsberg am Landestheater für Ost- und Westpreußen. Danach blieb Frées zunächst ohne festes Engagement. Ab 1935 trat er als Gast am Städtischen Schauspielhaus in Essen auf. Da seine Ehefrau, die Schauspielerin Ilse Kaltenbach, eine Jüdin war, wurde er nach etlichen Repressalien aus der Reichstheaterkammer ausgeschlossen und emigrierte noch vor Ausbruch des Zweiten Weltkrieges nach Großbritannien. Dort und auch in den USA stand er vor allem in den 1950er und 1960er Jahren in Nebenrollen für verschiedene Kino- und Fernsehproduktionen vor der Kamera, beispielsweise in Hitchcocks Der Mann, der zuviel wusste, in Die Kanonen von Navarone oder in Doktor Schiwago.
In Deutschland wirkte er nach dem Krieg in vielen Fernsehfilmen und Fernsehserien mit. Meist bekleidete er die Rolle eines Militärs oder Kriminalbeamten. Auf der Bühne war er im März 1966 in Berlin unter der Regie von Konrad Wagner in Harald Bratts Die Nacht zum Westen zu erleben.
In den 1950er und 1960er Jahren wirkte er als Sprecher in diversen Hörspielen vorwiegend beim SDR in Stuttgart mit. Hier übersetzte er auch einige literarische Vorlagen aus dem Englischen ins Deutsche.

## Filmografie (Auswahl)
- 1950: Odette
- 1952: Wenn das Herz spricht (So Little Time)
- 1953: Appointment in London
- 1954: Verraten (Betrayed)
- 1956: Der Mann, den es nie gab (The Man Who Never Was)
- 1956: Der Mann, der zuviel wusste (The Man Who Knew Too Much)
- 1956: Zarak Khan (Zarak)
- 1957: Stahlbajonett (The Steel Bayonet)
- 1957: Der Ring der Gejagten (Count Five and Die)
- 1958: Safeknacker Nr. 1 (The Safecracker)
- 1958: Die schwarzen Teufel von El Alamein (Sea of Sand)
- 1959: Der Andere (Miniserie, 6 Folgen)
- 1960: Die vier Gerechten (The Four Just Men, Fernsehserie, Folge 1x21)
- 1960: Bankraub des Jahrhunderts (The Day They Robbed the Bank of England)
- 1961: Die Kanonen von Navarone (The Guns of Navarone)
- 1961: Gestatten, mein Name ist Cox (Fernsehserie, 13 Folgen)
- 1962: Die vier apokalyptischen Reiter (Four Horsemen of the Apocalypse)
- 1965: Geheimaktion Crossbow (Operation Crossbow)
- 1965: Eine Tür fällt zu (Return from the Ashes)
- 1965: Kennwort „Schweres Wasser“ (The Heroes of Telemark)
- 1965: Doktor Schiwago (Doctor Zhivago)
- 1966: Die Ermittlung (Fernsehfilm)
- 1966: Die nacht zum vierten (Fernsehfilm)
- 1967: Die Nacht der Generale (The Night of the Generals)
- 1967: Delirium zu zweit auf unbegrenzte Zeit (Fernsehfilm)
- 1967: Simon Templar (The Saint, Fernsehserie, Folge 5x23)
- 1968: The Champions (Fernsehserie, Folge 1x28)
- 1970: Tage der Rache (Fernsehserie, 2 Folgen)
- 1970: Paul Temple (Fernsehserie, Folge 2x07)
- 1971: Das Herz aller Dinge (Fernsehfilm)

## Hörspiele (Auswahl)
- 1951: Hans Drahn: Romeo und Julia auf Kreta – Regie: Otto Kurth (Sprecher)
- 1951: Oliver La Farge: Der große Nachtgesang – Regie: Heinz-Günter Stamm (Sprecher, als Wolfgang Müller-Frees)
- 1956: William Somerset Maugham, John Colton, Clemence Randolph: Regen – Regie: Otto Kurth (Übersetzer aus dem Englischen; Sprecher)
- 1957: Hans Mahner-Mons: Orje Lehmann wird Detektiv. Hörspiel nach dem gleichnamigen heiteren Roman – Regie: Paul Land (Sprecher)
- 1959: John Dickson Carr: Aus Studio 13 (Reihe): Tod auf Jamaica – Regie: Oskar Nitschke (Sprecher)
- 1959: William Dinner, William Morum: Die selige Edwina – Regie: Tom Toelle (Übersetzer aus dem Englischen)
- 1963: Andrew Garve, Eileen Cullen: Aus Studio 13 (Reihe): Fleet Street Story – Regie: Miklós Konkoly (Sprecher)
- 1963: Philip Johnson: Aus Studio 13 (Reihe): Achtung – Grün! Ein Kriminalstück – Regie: Oskar Nitschke (Sprecher)
- 1963: Hans Flesch: Die Stuarts. Eine dramatische Geschichtsstunde – Regie: Walter Hertner (Sprecher)
- 1967: Dan Treston: Der Obolus – Regie: Fritz Schröder-Jahn (Sprecher)
- 1967: Ivan Klíma: Die Geschworenen – Regie: Hans Rosenhauer (Sprecher)
- 1969: Harold Pinter: Landschaft – Regie: Fritz Schröder-Jahn (Sprecher)